# Metal Blade Records
Metal Blade Records je diskografska kuća koja objavljuje diskografska izdanja heavy metal sastava.
Osnovao ju je 1982. godine Brian Slagel, kako bi promovirao lokalne metal sastave. Neki od najpoznatijih sastava koji imaju, ili su imali potpisan ugovor s Metal Bladeom su Metallica, Slayer, Manowar, Vader, Cradle of Filth, Cannibal Corpse, Amon Amarth, Behemoth, Mercyful Fate i drugi.

## Sastavi
Neki od sastava s kojima trenutačno imaju ugovor:
| - The Absence - Aeon - Amon Amarth - Armored Saint - As I Lay Dying - Austrian Death Machine - Behemoth - The Black Dahlia Murder - Cannibal Corpse - Cataract |  | - Cattle Decapitation - Dawn of Ashes - Dew-Scented - Fates Warning - Fragments of Unbecoming - Goatwhore - God Dethroned - GWAR - Hate Eternal - Impious |  | - Job for a Cowboy - King Diamond - Lazarus A.D. - Malefice - Mercyful Fate - Six Feet Under - This Ending - Unearth - Whitechapel - Woe of Tyrants |

Neki od sastava s kojima su prije imali ugovor:
- Callenish Circle
- Cradle of Filth
- The Crown
- Goo Goo Dolls
- Manowar
- Metallica
- Slayer
- Vader

## Vanjske poveznice
- Službena stranica